# Morimus lethalis
Morimus lethalis là một loài bọ cánh cứng trong họ Cerambycidae.